# Natalie Brown (Schauspielerin)

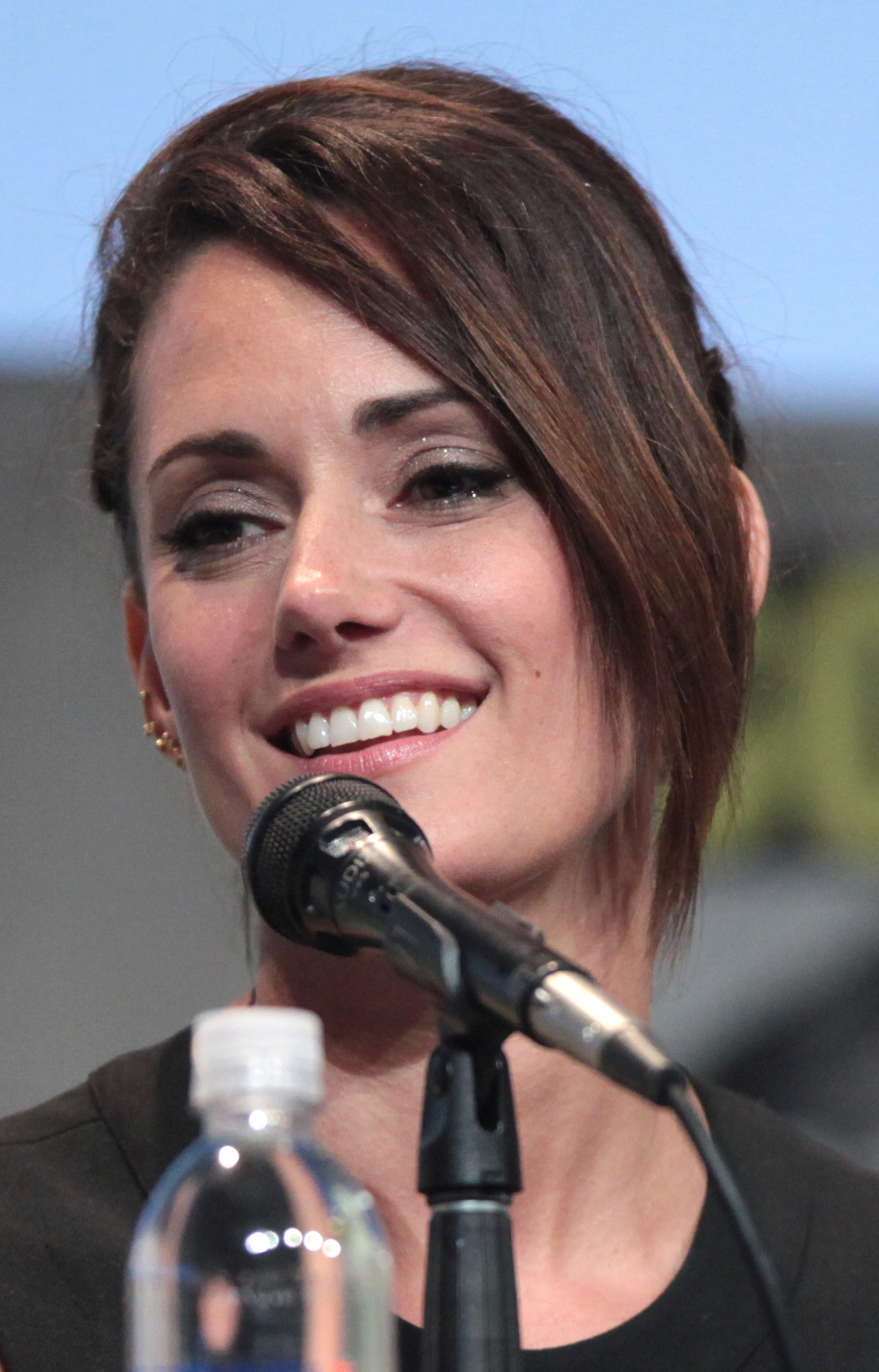
Natalie Brown (2015)

Natalie Brown (* 17. Mai 1973 in Timmins, Ontario) ist eine kanadische Schauspielerin.

## Leben und Karriere
Natalie Brown besuchte die High School von Timmins und studierte Kunstwissenschaft (fine arts) an der York University. Sie begann ihre Karriere in Werbespots für Heinz Ketchup und Bonne Bell. Weiterhin war sie als Model für Max Factor, Noxema, Sears und Baileys tätig.
Ihren ersten Auftritt als Schauspielerin hatte Brown 1997 in Here Dies Another Day. Sie war Mitglied der sechsten Staffel von Undressed – Wer mit wem?. In den Jahren 2008 und 2009 war sie die Hauptfigur in der Serie Sophie. 2012 sowie 2014 war sie für insgesamt sieben Folgen bei Being Human zu Gast. Von 2014 bis 2016 gehörte sie zur Hauptbesetzung der Serie The Strain.

## Filmografie (Auswahl)
- 1997: Here Dies Another Day
- 1998–1999: Mythic Warriors: Guardians of the Legend (Fernsehserie, 4 Folgen, Stimme von Atalanta)
- 2001: Tracker (Fernsehserie, Folge 1x05 The Plague)
- 2002: Mutant X (Fernsehserie, Folge 2x06 No Man Left Behind)
- 2002: Undressed – Wer mit wem? (Undressed, Fernsehserie)
- 2003: Wie werde ich ihn los – in 10 Tagen? (How to Lose a Guy in 10 Days)
- 2003: The Crooked E: The Unshredded Truth About Enron
- 2003: Sue Thomas: F.B.I. (Sue Thomas: F.B.Eye, Fernsehserie, 2 Folgen)
- 2003: 72 Hours: True Crime (Fernsehserie, Folge 1x13 Hate Crime)
- 2004: Willkommen in Mooseport (Welcome to Mooseport)
- 2004: Wild Card (Fernsehserie, Folge 2x10 Bada Bing, Bada Busiek)
- 2004: Dawn of the Dead
- 2005: Feuerhölle (Descent)
- 2005: Missing – Verzweifelt gesucht (1-800-Missing, Fernsehserie, Folge 1x10 72 Hours to Kill)
- 2005: Tilt (Fernsehserie, Folge 1x05 Rivered)
- 2005: Naked Josh (Fernsehserie, Folge 2x05 The Thrill of the Chase)
- 2006: The Last Sect
- 2006: Cradle of Lies
- 2006: Black Widower (Fernsehfilm)
- 2006: ReGenesis (Fernsehserie, Folge 2x09 Gene in a Bottle)
- 2006: 10.5 – Apokalypse (10.5: Apocalypse, Miniserie, 2 Folgen)
- 2007: Something Beneath (Fernsehfilm)
- 2007: I Me Wed (Fernsehfilm)
- 2008: Saw V
- 2008: True Crime Scene (Fernsehserie, Folge 1x01 Fugitive Justice)
- 2008: Testees (Fernsehserie, Folge 1x11 Pineapple Shampoo)
- 2008–2009: Sophie (Fernsehserie, 32 Folgen)
- 2009: The Dating Guy (Fernsehserie, Folge 1x03 Boner Donor)
- 2010: Happy Town (Fernsehserie, 6 Folgen)
- 2010: Covert Affairs (Fernsehserie, Folge 1x10 I Can't Quit You, Baby)
- 2010: Fairfield Road – Straße ins Glück (Fairfield Road, Fernsehfilm)
- 2010: The last Christmas (Fernsehfilm)
- 2010: Cancel Christmas (Fernsehfilm)
- 2010: Shadow Island Mysteries (Fernsehserie, 2 Folgen)
- 2011: Flashpoint – Das Spezialkommando (Flashpoint, Fernsehserie, Folge 3x12 I'd Do Anything)
- 2011: Skins – Hautnah (Skins, Fernsehserie, 2 Folgen)
- 2011: Lost Girl (Fernsehserie, Folge 2x02 I Fought the Fae (and the Fae Won))
- 2011: Against the Wall (Fernsehserie, Folge 1x06 Obsessed and Unwanted)
- 2011: Irvine Welsh’s Ecstasy
- 2012: Cyberstalker (Offline)
- 2012–2014: Being Human (Fernsehserie, 7 Folgen)
- 2012: Republic of Doyle – Einsatz für zwei (Republic of Doyle, Fernsehserie, Folge 3x07 High School Confidential)
- 2013: Cracked (Fernsehserie, 6 Folgen)
- 2013: Exploding Sun – Wenn die Sonne explodiert (Exploding Sun, Fernsehzweiteiler)
- 2013: The Surrogacy Trap (Fernsehfilm)
- 2013: Compulsion
- 2013: Be My Valentine (Fernsehfilm)
- 2014: The Listener – Hellhörig (The Listener, Fernsehserie, Folge 5x06 Man in the Mirror)
- 2014: Darknet – Nur ein Klick zum Horror (Darknet, Miniserie, Folge 1x02 Darknet 2)
- 2014–2014: Bitten (Fernsehserie, 11 Folgen)
- 2014–2017: The Strain (Fernsehserie, 24 Folgen)
- 2015: iZombie (Fernsehserie, Folge 2x08 The Hurt Stalker)
- 2015: Kleinstadtorgien – Alles muss, nichts kann (How to Plan an Orgy in a Small Town)
- 2015–2017: Dark Matter (Fernsehserie, 7 Folgen)
- 2016: Private Eyes (Fernsehserie, Folge 1x06 Partners in Crime)
- 2016: Channel Zero (Channel Zero: Candle Cove, Fernsehserie, 5 Folgen)
- 2016: For Love and Honor (Fernsehfilm)
- 2017: Blood Honey
- 2017: XX (Segment The Box)
- 2017: White Night
- 2018: Tom Clancy’s Jack Ryan (Jack Ryan, Fernsehserie, 2 Folgen)
- 2018: Schitt’s Creek (Fernsehserie, Folge 4x05 RIP Moira Rose)
- 2018: The Crossing (Fernsehserie, 2 Folgen)
- 2018: Frankie Drake Mysteries (Fernsehserie, 3 Folgen)
- 2018: Crown and Anchor
- 2019: Ransom (Fernsehserie, 6 Folgen)
- 2019: Diggstown (Fernsehserie, Folge 1x03 Taisir Ahmed)
- 2019: Thunderbird
- 2019: Canadian Strain
- 2020: Gefährliche Freundschaft (A Daughter's Ordeal)
- 2020: Daughter Dearest (Fernsehfilm)
- 2020: The Expanse (Fernsehserie, 2 Folgen)
- 2021: Thunderbird
- 2021: See for Me
- 2021: Clarice (Fernsehserie, 2 Folgen)
- 2021: Hudson & Rex (Fernsehserie, Folge 4x03 Rex Marks the Spot)
- 2022: Ashgrove
- 2022: The Breach
- 2023: Alert: Missing Persons Unit (Fernsehserie, Folge 1x01 Chloe)
- 2023: Accused (Fernsehserie, Folge 1x14 Jessie's Story)
- 2023: Twisted Neighbor (Fernsehfilm)
- 2023: SurrealEstate (Fernsehserie, Folge 2x06 Set Your Flag on Fire)
- 2023: Smart Home Killer (Fernsehfilm)
- 2023: A Widow Seduced
- 2024: Locked in My House (Fernsehfilm)
- 2024: Deadly Invitations
- 2024: Home Free
- 2024: Adoptation (Kurzfilm)